# Blastodacna
Blastodacna is een geslacht van vlinders van de familie grasmineermotten (Elachistidae).

## Soorten
- B. atra

Appelkwastmot (Haworth, 1828)
- B. bicristatella (Chambers, 1875)
- B. cinnamomina Turati, 1930
- B. erebopis Meyrick, 1934
- B. hellerella

Meidoornkwastmot (Duponchel, 1838)
- B. libanotica Diakonoff, 1939
- B. pyrigalla (Yang, 1977)
- B. rossica Sinev, 1989
- B. vinolentella

Donkere kwastmot (Herrich-Schäffer, 1854)